# تشارلز إل. ريتشاردز
تشارلز إل. ريتشاردز (بالإنجليزية: Charles L. Richards)‏ هو محامي وسياسي أمريكي، ولد في 3 أكتوبر 1877 في الولايات المتحدة، وتوفي بنفس المكان في 22 ديسمبر 1953. حزبياً، نشط في الحزب الديمقراطي. انتخب عضو المجلس النيابي لولاية نيفادا وانتخب عضو مجلس النواب الأمريكي.